# Kkachisan (metropolitana di Seul)
Kkachisan (까치산역 - 까치山譯, Kkachisan-yeok ) è una stazione della metropolitana di Seul situata nel quartiere di Gangseo-gu a Seul. Presso la stazione passano la linea 5 e la diramazione Sindorim della linea 2 della metropolitana di Seul.

## Linee
Seoul Metro
● Linea 2 (Codice: 234-4)
 SMRT
● Linea 5 (Codice: 518)

## Struttura
Entrambe le linee sono sotterranee. Essendovi in questa stazione il capolinea della diramazione Sindorim della linea 2, è presente per questa linea un solo binario, tronco. Per quanto riguarda la linea 5, sono presenti due binari centrali con marciapiedi laterali. L'interscambio con la linea 2 è pensato per favorire i pendolari diretti al centro di Seul.
| Per Sindorim                  | ● Linea 2 | per Sinjeongnegeori, Dorimcheon e Sindorim       |
| Direzione Sangil-dong/Macheon | ● Linea 5 | per Gongdeok, Jongno 3-ga, Sangil-dong e Macheon |
| Direzione Banghwa             | ● Linea 5 | per Gimpo Aeroporto e Banghwa                    |

## Stazioni adiacenti
| «               | Servizio | »         |
| Linea 2         | Linea 2  | Linea 2   |
| --------------- | -------- | --------- |
| Sinjeongnegeori | -        | Capolinea |
| Linea 5         |          |           |
| Hwagok          | -        | Sinjeong  |